# Sutilizona
Sutilizona is een geslacht van weekdieren uit de klasse van de Gastropoda (slakken).

## Soorten
- Sutilizona pterodon Warén & Bouchet, 2001
- Sutilizona theca McLean, 1989
- Sutilizona tunnicliffae Warén & Bouchet, 2001